# 1986 في الأردن
فيما يلي قوائم الأحداث التي وقعت خلال عام 1986 في الأردن.